# Brazil
Brazil (port. Brasil IPA [bɾaˈziw]), službeno Savezna Republika Brazil (port. República Federativa do Brasil), najveća je država u Južnoj Americi. Prema površini i broju stanovnika od preko 207 milijuna, peta je najveća zemlja na svijetu. Jedina je država portugalskoga govornog područja u Americi i najveća luzofonska zemlja na svijetu.
Graniči sa svim južnoameričkim zemljama osim Ekvadorom i Čileom. Na sjeveru s Venezuelom, Gvajanom, Surinamom i francuskim prekomorskim departmanom Francuskom Gvajanom, na sjeverozapadu s Kolumbijom, na zapadu s Bolivijom i Peruom, na jugozapadu s Argentinom i Paragvajom i na jugu s Urugvajom. Morska obala Brazila, s Atlantskim oceanom na istoku, dugačka je preko 7491 km. Veliki dio Brazila pripada slivu rijeke Amazone i prekriven je kišnim šumama. Brazilski teritorij čine i brojni arhipelazi kao Fernando de Noronha, atol Rocas, São Pedro e São Paulo i Trindade i Martim Vaz.
Brazil je bio portugalska kolonija od iskrcavanja Pedra Álvaresa Cabrala godine 1500. do 1815., kada je uzdignut na ujedinjenu kraljevinu
s Portugalom i Algarveom. Kolonijalna povezanost bila je u stvari prekinuta već 1808. kada je nakon Napoleonovog upada u Portugal, prijestolnica portugalskog kraljevstva preseljena iz Lisabona u Rio de Janeiro. Nezavisnost od Portugala ostvarena je 1822. Isprva nezavisan kao Brazilsko carstvo, Brazil je od 1889. republika, premda dvodomni parlament, danas zvan kongres, datira iz 1824. kada je usvojen prvi ustav. Današnji ustav, Brazil definira kao saveznu republiku federalnog distrikta, 26 država i 5564 gradova.
Prema BDP-u, brazilska je ekonomija osma najveća na svijetu, dok je prema paritetu kupovne moći sedma najveća. Brazil je jedna od najbrže rastućih velikih svjetskih ekonomija i novih svjetskih gospodarskih sila. Brazil je jedan od osnivača Ujedinjenih naroda i organizacija G-20, CPLP, Latinske Unije, Organizazije Ibero-američkih država, Mercosula, Unije južnoameričkih država i također jedna od zemalja BRIC-a. Brazil je također dom raznovrsnim divljim životinjama, prirodnim okolišima i velikim prirodnim resursima u raznim zaštićenim područjima.

## Etimologija
Etimologija naziva "Brazil" je nejasna. Tradicionalno, riječ "Brazil" potječe od brazila, drva kojim su iz brazilskih regija u Europu  tijekom 16. stoljeća trgovali mnogi pomorci. Na portugalskom,  drvo brazil naziva se pau-brasil, te se riječi brasil obično pripisuje značenje "crven poput žeravice", nastalo iz latinskog brasa ("žeravica") i sufiksa -il (od-iculum ili -ilium). Ova teorija uči se kao službena u školama Brazila i Portugala. Ipak, brazilski učenjak José Adelino da Silva Azevedo pretpostavlja da je riječ mnogo starija, keltskog ili feničkoga porijekla. Feničani su trgovali crvenom bojom dobivenom iz minerala u keltskim zemljama, od Iberijskog poluotoka do Irske. U irskoj mitologiji postoji zapadna zemlja zvana Hy-Brazil, te neki u tome prepoznaju, uključujući Tolkiena, jedan od najvjerojatnijih etimoloških izvora naziva "Brazil". Istu teoriju također su predložili znanstvenici iz 16. stoljeća. Na jeziku Guarani, službenom jeziku Paragvaja, Brazil se zove "Pindorama", indijanski naziv za regiju koji znači "zemlja palmi".

## Povijest

### Portugalska kolonizacija
Među povjesničarima vlada mišljenje da su područje današnjeg Brazila polunomadski narodi naselili 10 000 godina prije prvog iskrcavanja portugalskih istraživača 22. travnja 1500. godine, predvođenog Pedrom Álvaresom Cabralom. Portugalci su naišli na domoroce na razini kamenog doba podijeljene na nekoliko plemena i u međusobnim sukobima, od kojih je većina bila iz iste jezične grupe Tupí-Guaraní.
Premda je prvo naselje osnovano 1532., stvarna je kolonizacija započela 1534. kada je kralj Ivan III. teritorij podijelio na 12 nasljednih kapetanija, ali takav se aranžman pokazao problematičnim te je 1549. upravi cijele kolonije dodijelio generalnog guvernera. Portugalci su asimilirali neka od domorodačkih plemena dok su druga bila podjarmljena, porobljena ili istrijebljena tijekom dugih ratova ili europskim bolestima na koje nisu imala imunitet. Kolonizatori su iskorištavali prirodna dobra, u početku većinom drvo pernambuco (drvo brazil ili Pau-Brasil), dok je do sredine 16. stoljeća šećer je postao najznačajniji brazilski izvozni proizvod te su Portugalci radi povećane međunarodne potražnje uvozili afričke robove.
Ratovima protiv Francuza, Portugalci su postepeno širili svoj teritorij na jugoistok, zauzevši Rio de Janeiro 1567., i na sjeverozapad, osvojivši São Luís 1615. Poslali su također i vojne ekspedicije u prašumu Amazone i osvojili britanska i nizozemska uporišta, i u tom području od 1669. osnivali naselja i utvrde. Godine 1680. dosegli su daleki jug i osnovali Sacramento na obali Ría de la Plate u regiji Banda Oriental (u današnjem Urugvaju).
Krajem 17. stoljeća, izvoz šećera počeo je opadati ali počevši od 1690-ih, otkriće zlata od strane istraživača u regiji koja će kasnije biti nazvana Minas Gerais (opći rudnici) u današnjim Mato Grossu i Goiásu,
spasilo je koloniju od propasti. Rudnici su iz cijelog Brazila, ali i iz Portugala, privukli mnoštva imigranata. Španjolci su pokušali spriječiti portugalsku ekspanziju u teritorij koji im je pripadao prema sporazumu iz Tordesillasa iz 1494., i uspjeli osvojiti Bandu Oriental 1777. Ipak, to je bilo uzalud jer je ugovor u San Ildefonsu, potpisan iste godine, potvrdio portugalski suverenitet na cjelokupnom teritoriju kolonijalne ekspanzije, utvrđujući većinu aktualnih brazilskih granica.
Godine 1808., kraljica Marija I. i njezin sin i regent, budući kralj Ivan VI., bježeći pred Napoleonovom vojskom, zajedno s kraljevskom obitelji plemstvom i vladom preselili su se u Rio de Janeiro. To je jedini zabilježeni prekokontinentalni premještaj jedne kraljevske obitelji. Rio de Janeiro postao je sjedištem cijelog Portugalskoga kolonijalnog carstva. Godine 1815. Ivan VI., tada regent u ime svoje majke, uzdigao je Brazil od kolonije na suvereno kraljevstvo ujedinjeno s Portugalom. Godine 1809. Portugalci su upali u Francusku Gvajanu (koja je Francuskoj vraćena 1817.) i 1816. u Bandu Oriental, kasnije preimenovanu kao Cisplatina (ali nakon rata 1828. postala je nezavisna država poznata kao Urugvaj).

### Nezavisnost i carstvo
Kralj Ivan VI. vratio se u Europu 26. travnja 1821., ostavivši svog starijeg sina, princa Pedra de Alcântaru kao regenta Brazila. Portugalska je vlada pokušala Brazilu vratiti status kolonije, lišavajući ga svih postignuća ostvarenih od 1808. nadalje.
Brazilci se tome nisu htjeli pokoriti te ih je princ Pedro u tome podržao proglasivši nezavisnost od Portugala 7. rujna 1822., čime je osnovao Brazilsko Carstvo. 12. listopada iste godine Pedro je proglašen prvim carem Brazila i 1. prosinca okrunjen kao Petar I.
U to doba, većina je Brazilaca bila za monarhiju te je republikanizam imao vrlo malu podršku. Prateći brazilski rat za nezavisnost proširio se skoro cijelim teritorijem zemlje, s bitkama u sjevernim, sjeveroistočnim i južnim regijama. Posljednji portugalski vojnici predali su se 8. ožujka 1824. te je Portugal nezavisnost Brazila priznao 29. kolovoza 1825.
Nakon što je prihvaćen u gradskim savjetima diljem zemlje, prvi brazilski ustav proglašen je 25. ožujka 1824. Petar I. abdicirao je 7. travnja 1831. i otišao u Europu vratiti svoju kćer na vlast, ostavivši svog petogodišnjeg sina i nasljednika koji će postati car Petar II. Kako novi car nije mogao vršiti svoje ustavne ovlasti dok nije dostigao punoljetnost, uspostavljeno je regentstvo. Sporovi između političkih frakcija doveli su do pobuna i do nestabilnog, skoro anarhičnog, regentstva. Buntovne frakcije nisu se bunile protiv monarhije, iako su neke proglasile otcjepljenje provincija kao nezavisnih republika, ali samo dok je Petar II. bio maloljetan. Radi toga, Petar II. je prije vremena proglašen punoljetnim te je "Brazil uživao gotovo pola stoljeća unutarnjeg mira i brzog materijalnog napretka."
Brazil je tijekom 58-godišnje vladavine Petra II. pobijedio u tri međunarodna rata (rat la Plate, urugvajski rat i rat trojnog saveza) i radi uspješnih izbora i neograničene slobode govora učvrstio predstavničku demokraciju. Najbitnije, ropstvo je ukinuto nakon sporog, ali stalnog procesa koji je započeo krajem međunarodne trgovine robljem 1850. i dovršen potpunim ukidanjem ropstva 1888., "Zlatnim zakonom" kojeg je stvorila princeza Izabela. Robovsko je stanovništvo bilo u opadanju od brazilske nezavisnosti nadalje, 1823., 29% brazilske populacije bili su robovi ali do 1887. taj je postotak pao na 5%.
Kada je 15. studenoga 1889. zbačena monarhija, u Brazilu nije bilo mnogo podrške promjeni političkog uređenja te je Petar II. bio na vrhuncu popularnosti. Ipak, "snosio je glavnu, i vjerojatno jedinu odgovornost za svoje vlastito uklanjanje." Nakon smrti svoja dva sina, Petar je vjerovao "da je carskom režimu bilo suđeno da završi s njime." Nije se mnogo brinuo za sudbinu režima te nije učinio ništa, niti je dozvolio da se išta učini radi sprječavanja vojnog udara, podržanog od strane bivših robovlasnika koji su se protivili ukidanju ropstva. Time je stvorena federalna republika, službenog naziva Republika Sjedinjenih Brazilskih Država, koju je proglasio feldmaršal Deodoro da Fonseca, 15. studenoga 1889.

### Početci republike
"Rana republikanska vlada bila je manje-više vojna diktatura". Iako su nastojanja vlade da nastavi vanjsku politiku carstva bila relativno uspješna, posebno za vrijeme Barona Rio Branca, dosegavši ravnotežu koja je bila poremećena samo tijekom početne faze pripajanja Acrea i prvim svjetskim ratom, na unutrašnjem planu, od mornaričke pobune rujna 1893. otvoren je dugotrajni začarani krug koji je do 1920-ih Brazil izmučio s nekoliko civilnih i vojnih pobuna koje su postepeno do te mjere potkopale režim da je 1930. poraženom predsjedničkom kandidatu Getúliu Vargasu bilo moguće državnim udarom preuzeti vlast.
Vargas, koji je u svjetlu tada nedavnog vojnog pokreta mladih časnika vlast trebao preuzeti samo privremeno radi provođenja demokratskih reformi, raspustio je kongres, ukinuo ustav, te je vladao izvanrednim ovlastima, dok je guvernere država zamijenio svojim pristašama. Radi neispunjenih obećanja o promjenama, 1932. oligarhija São Paula pokušala se vratiti na vlast dok su se 1935. pobunili Komunisti, ali obje su pobune bile poražene. Ipak, komunistička prijetnja poslužila je Vargasu kao izgovor za otkazivanje izbora i još jedan coup d'état kojim je 1937. uvedena potpuna diktatura, i u skladu s time brutalna represija opozicije s logorima za političke zatvorenike u udaljenim područjima zemlje, 
opće raširena tortura od strane vladinih snaga i cenzura tiska.
Brazil je ostao neutralan tijekom prvih godina drugog svjetskog rata, dok vlada nije 1942. objavila rat silama Osovine. Vargas je tada njemačke, japanske i talijanske imigrante prisilno smjestio u koncentracione logore, i 1944. poslao trupe na ratište u Italiji. Sa savezničkom pobjedom 1945. i krajem nacističko-fašističkih režima u Europi, Vargasova je pozicija postala neodrživa te je ubrzo bio svrgnut u vojnim udarom. Ponovo je uspostavljena demokracija i general Eurico Gaspar Dutra izabran je 1946. za predsjednika. Vargas se, demokratski izabran, na vlast vratio 1951., ali nije bio sposoban vladati demokratski, niti se nositi s aktivnom opozicijom, te je 1954. izvršio samoubojstvo.

### Suvremeno doba
Nekoliko kratkih privremenih vlada uslijedilo je nakon Vargasovog samoubojstva. Juscelino Kubitschek postao je predsjednik 1956., te je zauzeo pomirljivi stav prema političkoj opoziciji koji mu je omogućio da vlada bez većih kriza. Ekonomija i industrijski sektor znatno su porasli, ali najveće je postignuće bila izgradnja novog glavnog grada Brasílije, inaugurirane 1960. Njegov nasljednik bio je Jânio Quadros, koji je ostavku podnio 1961., manje od godinu dana po preuzimanju dužnosti. Njegov potpredsjednik João Goulart, preuzeo je vlast ali je izazvao snažni politički otpor te je zbačen travnja 1964., državnim udarom koji je rezultirao vojnim režimom.
To je trebao biti samo prelazni režim ali postupno je evolvirao u potpunu diktaturu s proglašenjem petog institucionalnog zakona 1968. Represija nad protivnicima diktature, uključujući urbane gerile, bila je oštra, ali ne i brutalna kao u drugim zemljama Latinske Amerike. Radi izvanrednog ekonomskog rasta, poznatog kao "ekonomsko čudo", režim je dosegao najvišu razinu popularnosti u godinama represije.
General Ernesto Geisel postao je predsjednik 1974., te je započeo svoj projekt redemokratizacije procesom za kojeg je rekao da će biti "spor, postepen i siguran." Geisel je okončao vojnu nedisciplinu, torturu političkih zatvorenika, cenzuru tiska, i nakon ukidanja petog institucionalnog zakona, konačno i samu diktaturu. Ipak, vojni je režim nastavljen pod njegovim izabranim nasljednikom generalom Joãom Figueiredom radi dovršenja tranzicije u potpunu demokraciju. Puna civilna vlast uspostavljena je 1985. kada je predsjednik postao José Sarney, ali pri kraju svog mandata postao je izuzetno nepopularan radi neobuzdane ekonomske krize i neobično visoke inflacije. Sarneyeva neuspješna vladavina omogućila je 1989. izbor skoro nepoznatog Fernanda Collora, koji je 1992. smijenjen od strane Nacionalnog kongresa. Collora je naslijedio njegov potpredsjenik Itamar Franco, koji je Fernanda Henriquea Cardosa imenovao ministrom financija.
Cardoso je izradio vrlo uspješni Plano Real ("kraljevski" ili "realni" plan) koji je brazilskoj ekonomiji donio stabilnost, te je izabran za predsjednika 1994. i ponovo 1998. Mirni prijenos vlasti na Luiza Inácia Lulu da Silvu, izabranog 2002. i ponovo 2006., označio je konačno ostvarenje dugoočekivane brazilske političke stabilnosti. Za vrijeme mandata Inácia Lule, Brazil je postao jedna od novih svjetskih ekonomskih sila i najbrže rastućih gospodarstava. Godine 2011., vlast je preuzela aktualna predsjednica Dilma Rousseff.

## Zemljopis
Vidi još: Popis otoka u Brazilu, Popis država po površini
Brazil zauzima veliko područje duž istočne obale Južne Amerike i uključuje većinu unutrašnjosti kontinenta,  graničeći s Urugvajem na jugu, Argentinom i Paragvajem na jugozapadu, Bolivijom i Peruom na zapadu, Kolumbijom na sjeverozapadu, i Venezuelom, Surinamom, Gvajanom i francuskim prekomorskim departmanom Francuskom Gvajanom na sjeveru. Graniči sa svim južnoameričkim zemljama osim Ekvadora i Čilea. Obuhvaća također i nekoliko oceanskih arhipelaga, kao Fernando de Noronha, atol Rocas,  São Pedro e São Paulo i Trindade i Martim Vaz. Veličina teritorija, reljef, klima i prirodni resursi Brazil čine zemljopisno raznolikim. Uključujući svoje atlantske otoke, Brazil je smješten između širina 6°N i 34°S, i dužina 28°W i 74°W.
Brazil je nakon Rusije, Kanade, Kine i Sjedinjenih Država peta najveća zemlja na svijetu, i treća najveća u obje Amerike, s ukupnom površinom 8 514 876,599 km², uključujući i 55 455 km² vodenih površina. Obuhvaća tri vremenske zone, od UTC-4 u zapadnim državama, do UTC-3 u istočnim državama (službeno vrijeme Brazila) i UTC-2 na atlantskim otocima.
Brazilska topografija također je raznovrsna i uključuje brda, planine, ravnice i visočja. Većina terena leži između 200 m i 800 m nadmorske visine. Glavno brdovito područje obuhvaća većinu južne polovice zemlje. Sjeverozapadni dijelovi visoravni sastoje se od širokog, valovitog terena isprekidanog niskim, zaobljenim brdima. Jugoistočni dio više je neravan, sa složenim masama grebena i planinskih lanaca s vrhuncima do 1200 m. Lanci uključuju planine Mantiqueira, Espinhaço i Serra do Mar. Na sjeveru, Gvajansko visočje stvara veću razvodnicu koja razdvaja rijeke amazonskog slijeva od rijeka koje utječu u sustav Orinoca na sjeveru prema Venezueli. Najviša točka u Brazilu je Pico da Neblina s 2994 m, dok je najniža u Atlantskom oceanu.
Brazil ima gusti i složeni riječni sustav, jedan od najvećih u svijetu, s osam većih slijeva koji svi utječu u Atlantik. Veće rijeke uključuju Amazonu (druga najduža na svijetu i prva po volumenu vode), Paranu i njen veći pritok Iguaçu (koja uključuje i vodopade Iguazú), Rio Negro, São Francisco, Xingu, Madeiru i Tapajós. Amazona izvire u peruanskim Andama pod imenom Marañón, a kao rijeka Ucayali teče prema istoku. Prima veliki broj pritoka (duže su Madeira i Purus), te se daljni tok odvija estuarijem i završava ulijevanjem u Atlantski ocean. Istjek iznosi 180 000 m³ u sekundi, dužina toka s izvornim rijekama je 6180 km, a plovna dužina je od 4100 km. Slijev Amazone obuhvaća površinu od oko 7 milijuna km².

### Klima
| Snijeg u São Joaquimu, Santa Catarina 2010. (jug) |  | Snijeg u São Joaquimu, Santa Catarina 2010. (jug) |
| Snijeg u São Joaquimu, Santa Catarina 2010. (jug) |  | Tropska klima u Cabedelu, Paraiba (sjeveroistok). |

Klima Brazila obuhvaća širok raspon vremenskih prilika na velikom području i raznolikoj topografiji, ali većina zemlje ima tropsku klimu. Prema Köppenovoj klasifikaciji klime Brazil karakterizira pet glavnih klimatskih podvrsta: ekvatorska, tropska, polusuha, brdska tropska, umjerena, i suptropska klima. Različiti klimatski uvjeti uzrokuju prirodne okoliše u rasponu od 
ekvatorskih kišnih šuma na sjeveru i polusuhih pustinja na sjeveroistoku do crnogoričnih šuma na jugu i tropskih savana u središnjem Brazilu. Mnoge regije imaju vrlo različite mikroklime.
Ekvatorska klima karakterizira većinu sjevernog Brazila. Ne postoji prava suha sezona, ali postoje neke varijacije u obimu padalina tijekom godine. Prosječna je temperatura 25 °C, s većim temperaturnim varijacijama između dana i noći u odnosu na varijacije između sezona. U središnjem Brazilu oborine su više sezonski raspoređene, što je karakteristično za klimu savane. Ta je regija velika kao i bazen Amazone ali s vrlo različitom klimom jer se nalazi južnije i na većoj nadmorskoj visini. U unutrašnjosti sjeveroistoka, sezonske su oborine još ekstremnije. Polusuha klimatska regija uglavnom prima manje od 800 mm kiše, koja većinom pada tijekom perioda od tri do pet mjeseci godišnje a povremeno i manje, stvarajući duge periode suše. Grande Seca (velika suša) 1877. – 1878., najgora suša ikada zabilježena u Brazilu, prouzročila je približno pola milijuna umrllih ljudi. Razorna je bila i suša iz 1915. Južno od Bahie, kraj São Paula, mijenja se sezonska raspodjela oborina, s kišom koja pada tijekom cijele godine. Jug uživa umjerene uvjete, s hladnim zimama i prosječnim godišnjim temperaturama ne iznad 18 °C. Zimski su mrazevi uobičajeni, s povremenim snijegom u višim područjima.

### Bioraznolikost i okoliš
| Plavo-žuta ara, endemska vrsta Brazila, zemlje s jednom od najraznolikijih fauna ptica i vodozemaca u svijetu |  | Plavo-žuta ara, endemska vrsta Brazila, zemlje s jednom od najraznolikijih fauna ptica i vodozemaca u svijetu |
| Plavo-žuta ara, endemska vrsta Brazila, zemlje s jednom od najraznolikijih fauna ptica i vodozemaca u svijetu |  | Amazonska prašuma, najveća tropska šuma na svijetu                                                            |

Veliki teritorij Brazila obuvaća nekoliko različitih ekosistema, kao Amazonsku prašumu, područje s najvećom bioraznolikošću na svijetu, atlantsku šumu i Cerrado. Na jugu, crnogorične šume Araucarije rastu u umjerenim uvjetima.
Bogati svijet divljih životinja Brazila odražava raznovrsnost prirodnih staništa. Međutim, većina ostaje uvelike nedokumentirana te se redovno otkrivaju nove vrste. Znanstvenici procjenjuju da je ukupan broj biljnih i životinjskih vrsta u Brazilu blizu 4 milijuna. Veći sisavci uključuju pume, jaguare, ozelote, rijetke kolumbijske divlje pse, lisice, pekarije, tapire, mravojede, ljenivce, oposume, i pasance. Jeleni su česti na jugu, dok se mnoge vrste majmuna novog svijeta mogu naći u sjevernim kišnim šumama
Prirodno nasljeđe Brazila ozbiljno je ugroženo stočarstvom i poljoprivredom, sječom drveta, rudarstvom, naseljavanjem, iskorištavanjem nafte i plina, prevelikim izlovom ribe, trgovinom divljih životinja, branama i infrastrukturom, zagađenjem vode, klimatskim promjenama, požarima i invazivnim vrstama. U mnogim područjima zemlje, prirodni je okoliš ugrožen razvojem. Izgradnja cesta otvorila je prethodno udaljene krajeve poljoprivredi i naseljavanju, brane su potopile doline i staništa divljih životinja, dok su rudnici nagdrili i zagadili pejzaže. Za amazonsku regiju, planira se najmanje 70 brana, uključujući i kontroverznu hidroelektranu Belo Monte. Briga za okoliš porasla je kao odgovor na globalni interes za probleme okoliša.

## Demografija
Vidi još: Brazilci, Razvoj stanovništva u Brazilu, Etničke grupe Brazila
Stanovništvo Brazila 2008., prema Brazilskom institutu za zemljopis i statistiku (Instituto Brasileiro de Geografia e Estatística), bilo je oko 190 milijuna stanovnika (22,31 na kvadratni kilometar), s omjerom muškarci-žene od 0,95:1 i 83,75% gradskog stanovništva. Populacija je veoma koncentrirana u jugoistočnoj (79,8 milijuna stanovnika) i sjeveroistočnoj (53,5 milijuna stanovnika) regiji, dok dvije najveće regije, srednjezapadna i sjeverna, koje obuhvaćaju 64,12% ukupnog nacionalnog teritorija, ukupno imaju samo 29,1 milijun stanovnika. Iako je natalitet doživio blagi pad, radi pada mortaliteta stanovništvo je znatno poraslo između 1940. i 1970.  Godišnji prirast stanovništva 1940-ih bio je 2,4%, 3,0% 1950-ih i 2,9% 1960-ih, dok se očekivani životni vijek povećao s 44 na 54 godine i na 72,6 godine 2007. Prirast je stalno opadao od 1960-ih, s 3,04% godišnje između 1950. i 1960. na 1,05% 2008., te se kao zaokruženje demografske tranzicije očekuje pad na negatvnu vrijednost od –0,29% do 2050.

### Urbanizacija
Vidi još: Popis gradova u Brazilu
Najveća su metropolitanska područja São Paulo, Rio de Janeiro, i Belo Horizonte —
sva u jugoistočnoj regiji — s 19,5, 11,5, i 5,1 milijuna stanovnika. Skoro svi glavni gradovi država najveći su gradovi u svojoj državi, osim Vitórie, glavnog grada države Espírito Santo, i Florianópolisa, glavnog grada Santa Catarine. Postoje također i druge metropolitanske zone u državama São Paulo (Campinas, Santos i Vale do Paraíba), Minas Gerais (Vale do Aço), Rio Grande do Sul (Porto Alegre), i Santa Catarina (Vale do Itajaí).

#### Najveći gradovi
1. São Paulo São Paulo (São Paulo), 11 244 369 stanovnika, 19 672 582 metropolitanska zona, 760 m nm. Najveći grad na južnoj hemisferi i 6. najveći grad na svijetu. Metropolitanska zona druga je najmnogoljudnija u obje Amerike i među 5 najvećih metropolitanskih zona na svijetu.[158] Smješten je na rijeci Tietê 70 km od lučkog grada Santosa, na visoravni u sklopu Serre do Mar. Osnovali su ga 1554. Jezuiti. Tijekom 17. i 18. stoljeća bio je polazna točka kolonijalne ekspanzije u unutrašnjost zemlje. Stjecanjem nezavisnosti São Paulo je 1823. dobio naslov carskog grada (Imperial Cidade) kojeg je dodijelio Pedro I. Nagli razvoj krajem 19. stoljeća privukao je brojne imigrante. U novije vrijeme grad napušta industriju i okreće se trgovini, tehnologiji i uslugama. Urbanistički izvanredno moderan grad, São Paulo jedno je od najvažnijih financijskih i trgovačkih središta u Latinskoj Americi. Smatra se 10. najbogatijim gradom na svijetu,[159] obuhvaća 12,26% brazilskog BDP-a i 36% ukupne proizvodnje i usluga države São Paulo.[160] Među brojnim kulturnim i znanstevnim institucijama ističu se muzej Museu de Arte de São Paulo i sveučilište Universidade de São Paulo.
2. Rio de Janeiro Rio de Janeiro (Rio de Janeiro), 6 323 037 stanovnika, 14 387 000 metropolitanska zona, 0 m nm. Treća najveća metropolitanska zona i aglomeracija Južne Amerike,[161][162] 6. najveći grad u obje Amerike, i 26. najveći grad na svijetu.[163] Glavni grad Brazila od 1822. do 1960. Osnovali su ga 1555. francuski kolonisti na mjestu koje je Ferdinand Magellan posjetio već 1519., ali nakon nekoliko godina Francuze su protjerali Portugalci i ponovo osnovali grad pod nazivom São Sebastião do Rio de Janeiro. Do početka 18. stoljeća grad su često napadali pirati. U 17. stoljeću izvozna luka za zlato i dijamante iz unutrašnjosti. Od 1763. sjedište kolonijalne uprave, od 1808. glavni grad portugalskoga imperija. Početkom 20. stoljeća započinje veliko širenje grada na okolna područja. Financijsko, industrijsko, trgovačko i turističko središte, sjedište nekoliko većih brazilskih tvrtki, kao naftne kompanije Petrobras i medijskog koglomerata Organizações Globo. Niz znamenitosti, među najznačajnijima Kip Krista Iskupitelja na brdu Corcovado, stadion Maracanã, plaža Copacabana i Brazilski nacionalni muzej.
3. Salvador Salvador (Bahia), 2 676 606 stanovnika, 3 866 004 metropolitanska zona, 8 m nm. Najveći grad na sjeveroistočnoj obali Brazila, nalazi se na malom poluotoku koje odvaja zaljev Baía de Todos os Santos od Atlantskog oceana. Osnovan 1549., jedan je od najstarijih gradova u novom svijetu, posebno istaknut svojom očuvanom kolonijalnom arhitekturom. Salvador, radi svog geografskog položaja, postao je glavna brazilska luka i glavni grad kolonijalnog Brazila, centar šećerne industrije i trgovine robljem. Bio je 1624. i u rukama Nizozemaca, međutim, već sljedeće godine, dolazi opet pod portugalsku vlast. U 18. stoljeću jedan od najvećih gradova u obje Amerike. Glavni grad kolonijanog Brazila do 1763. Ekonomija se većinom bazira na turizmu, izvoznoj luci za proizvode iz unutrašnjosti i petrokemiji, te iskorištavanju naftnih izvora. Značajno kulturno središte.
4. Brasília Brasília (Distrito federal), 2 606 885 stanovnika, 2 851 549 metropolitanska zona, 1172 m nm. Glavni grad Brazila. Smješten je u saveznom distriktu Distrito federal na središnjoj, 1000 metara visokoj visoravni Planalto cental, unutar savezne države Goias. Udaljen je 207 km od Goianie, 1531 km od Salvadora i 930 km od Rio de Janeira. Iako je ideja o preseljenju prijestolnice u unutrašnjost postojala već od 1891., Brasilia je osnovana 1956. na poticaj tadašnjeg brazilskog predsjednika Juscelina Kubitscheka koji je htio rasteretiti prenapučene obalne krajeve zemlje, i stanovništvo privući u unutrašnjost. Grad je izgrađen do 1960., te je 21. travnja iste godine inauguriran kao nova prijestolnica. Grad su prema tadašnjim najmodernijim estetskim i konstrukcijskim dostignućima projektirali urbanist Lúcio Costa, arhitekt Oscar Niemeyer, i pejzažni arhitekt Roberto Burle Marx. Među znamenitostima, uglavnom Niemeyerovim projektima, ističu se Palača nacionalnog kongresa, Katedrala, te predsjednička palača Palacio Alvorada. UNESCO je Brasiliju proglasio mjestom svjetskog nasljeđa.
5. FortalezaFortaleza (Ceará), 2 447 409 stanovnika, 3 602 319 metropolitanska zona, 21 m nm. Tekstilna, kožna, prehrambena i petrokemijska industija, sjedište nekoliko banaka. Kupališni i turistički centar. Dva državna sveučilišta, Federalno (UFC) i Državno (UECE), te niz drugih obrazovnih unstitucija. Među znamenitostima: Statua Iraceme, katedrala, svjetionik Mucuripe i dr.
6. Belo Horizonte (Minas Gerais), 2 375 444 stanovnika, 5 397 438 metropolitanska zona, 852 m nm. Središte bogate poljoprivredne i rudarske regije, metalurška industrija, željezare i čeličane, prerada minerala, razvijeni uslužni, informatički i biotehnološki sektori, kongresni turizam. Sedam instituta visokog obrazovanja, uključujući Savezni univerzitet Minas Geraisa (UFMG) i Katoličko sveučilište (PUC-MG). Stadion Mineirão, jedan od najvećih na svijetu.
7. Manaus (Amazonas), 1 738 641 stanovnika, 2 042 185 metropolitanska zona, 92 m nm. Smješten rijeci Rio Negro, glavni komercijalni i kulturni centar gornje Amazone i važna riječna luka. Industija kaučuka, drvna i drvoprerađivačka, petrokemijska, elektronička industrija, pivovare, slobodna ekonomska zona. Sjedište nekoliko sveučilišta, Saveznog univerziteta Amazone, Državnog univerziteta Amazone i dr. Čuveno kazalište Teatro Amazonas.
8. Curitiba (Paraná), 1 746 896 stanovnika, 3 168 980 metropolitanska zona, 934 m nm. Automobilska, informatička i petrokemijska industrija. Turističko središte. Više univerziteta, Savezno sveučilište Parane (UFPR), Tehnološko savezno sveučilište Parane (UTFPR) i dr. Poznat u cijelom svijetu po naprednom urbanističkom planiranju[164][165][166][167] i vrhunskoj organzaciji gradskog prijevoza.[168][169]
9. Recife (Pernambuco), 1 536 934 stanovnika, 4 136 506 metropolitanska zona,  10 m nm. Jedan od najstarijih gradova u Brazilu, smješten na ušću rijeka Rio Beberibe i Rio Capibaribe u Atlantski ocean. Važna trgovačka luka i prometno središte, pivovare, prehrambena, elektronska, tekstilna i informatička industrija, sajamsko i kongresno središte, turizam. Brojni instituti visokog obrazovanja, dva državna univerziteta, poljoprivredno sveučilište, katoličko sveučilište i dr. Crkve i povijesni spomenici iz 17. i 18. stoljeća.
10. Porto Alegre (Rio Grande do Sul), 1 436 123 stanovnika, 4 063 886 metropolitanska zona, 10 m nm. Trgovačko središte, izvozna luka za proizvode iz unutrašnjosti, petrokemijska, automobilska, informatička,  prerađivačka i tekstilna industrija, brodogradnja. Brojni javni i privatni univerziteti, savezno (UFRGS) i državno (UERGS) sveučilište države Rio Grande do Sul, katoličko sveučilište (PUCRS) i dr.
11. Belém (Pará), 1 437 600 stanovnika, 2 249 405 metropolitanska zona, 10 m nm. Smješten na delti Amazone. Trgovačka luka, turizam, prehrambena, metalurška, riboprerađivačka, drvoprerađivačka i kemijska industrija. Državni (UEPA) i savezni (UFPA) univerzitet države Pará, i druge obrazovne institucije.
12. Goiânia (Goiás), 1 301 892 stanovnika, 2 102 097 metropolitanska zona, 749 m nm. Administrativno središte, agroindustrija, razvijeni uslužni i prodajni sektori. Sjedište nekoliko sveučilišta. Istaknuta Art deco arhitektura iz 1940-ih i 1950-ih.
13. Guarulhos (São Paulo), 1 222 357 stanovnika, 759 m nm. Smješten u metropolitanskoj zoni grada São Paula. Trgovačko i industrijsko središte.
14. Campinas (São Paulo), 1 080 999 stanovnika, 2 633 523 metropolitanska zona, 685 m nm. 10. najbogatiji grad u Brazilu, središte poljoprivredne regije, visokotehnološka industrija, petrokemijski kompleks, tekstilna, automobilska, telekomunikacijska, informatičko-elektronička i farmaceutska industrija. Više istraživačkih centara i laboratorija, Istaknuti istraživački univerzitet (Unicamp) i brojne druge obrazovne institucije. Kulturno središte.
15. São Luís (Maranhão), 1 011 943 stanovnika, 1 227 659 metropolitanska zona, 4 m nm. Turističko središte.
16. São Gonçalo (Rio de Janeiro), 991 382 stanovnika, 19 m nm. Grad u metropolitanskoj regiji Rio de Janeira. Učiteljski koledž, industrijsko središte.
17. Maceió (Alagoas), 922 458 stanovnika, 7 m nm. Kemijska industrija, proizvodnja etanola, šećerane, turističko središte. Mnoge obrazovne institucije.
18. Duque de Caxias (Rio de Janeiro), 864 392 stanovnika, 7 m nm. Smješten 20 km sjeverno od Rio de Janeira, dio šireg gradskog područja. Kemijska, petrokemijska, metalurška i tekstilna industrija, proizvodnja odjeće, namještaja i plastike. Federalni univerzitet Rio de Janeira i druge obrazovne institucije. Barokna crkva iz 1720.
19. Teresina (Piauí), 893 246 stanovnika. Tekstilna, farmaceutska i kemijska industrija, proizvodnja namještaja. Dva sveučilišta i druge obrazovne institucije.
20. Natal (Rio Grande do Norte), 806 203 stanovnika, 1 263 547 metropolitanska zona, 30 m nm. Turističko središte, naftna industrija, ribarstvo.

### Stanovništvo
| boja/rasa (2008.)   | boja/rasa (2008.) |
| ------------------- | ----------------- |
| bijela              | 48,43%            |
| smeđa (miješana)    | 43,80%            |
| crna                | 6,84%             |
| azijska             | 0,58%             |
| američko indijanska | 0,28%             |

Prema nacionalnom istraživanju po uzorku kućanstava (PNAD) iz 2008., 48,43% stanovništva (oko 92 milijuna) izjasnilo se kao bijelo, 43,80% (oko 83 milijuna) kao smeđe (miješano), 6,84% (oko 13 milijuna) kao crno, 0,58% (oko 1,1 milijun) kao azijsko i 0,28% (oko 536 000) kao američki indijanci, dok se 0,07% (oko 130 000) nije izjasnilo o rasi.  Godine 2007., Nacionalna indijanska fondacija izvjestila je o postojanju 67 različitih nekontaktiranih plemena, više u odnosu na 40 iz 2005. Vjeruje se da Brazil ima najveći broj nekontaktiranih naroda u svijetu.
Većina Brazilaca potječe od indijanaca, portugalskih naseljenika i afričkih robova. Od dolaska Portugalaca 1500., bilo je znatnog miješanja između te tri grupe. Smeđe stanovništvo (miješani Brazilci službeno se nazivaju pardo) je široka kategorija koja uključuje Cabolcoe (potomke bijelaca i indijanaca), Mulate (potomke bijelaca i crnaca) i Cafuze (potomke crnaca i indijanaca). Cabocloi čine većinu stanovništva u sjevernoj, sjeveroistočnoj i srednjezapadnoj regiji. Veće stanovništo Mulata živi na istočnoj obali sjeveroistočne regije od Bahie do Paraíbe i također u sjevernom Maranhãou, južnom Minas Geraisu i istočnom Rio de Janeiru. Od 19. stoljeća, Brazil je svoje granice otvorio imigraciji. Oko pet milijuna ljudi iz preko 60 zemalja 
uselilo se u Brazil između 1808. i 1972., najviše iz Portugala, Italije, Španjolske, Njemačke, Japana i Srednjeg istoka.

#### Brazilski indijanci
Pogledajte: Brazilski Indijanci – popis po državama. Na području Brazila nalaze se brojni rezervati za Indijance.

### Jezici
Glavni članci: Jezici Brazila, Portugalski jezik, Brazilski portugalski
Portugalski je službeni jezik, dok jezik kojim Brazilci govore je narječje/vernakular kojeg jezikoslovci nazivaju brazilski portugalski. 
Portugalski je u stvarnosti jedini jezik korišten u medijima, za poslovne i administrativne svrhe. Iznimke su São Gabriel da Cachoeira, gdje zajedno s Portugalskim status službenog jezika ima i indijanski jezik Nheengatu, i Pomerode, gdje njemački također ima status službenog jezika. Brazil je jedina zemlja portugalskoga govornog područja u Americi, što jezik čini važnim dijelom 
brazilskog nacionalnog identiteta i naglašava različitost nacionalne kulture u odnosu na hispanofonske susjede.
Pod utjecajem indijanskih i afričkih jezika, brazilski portugalski imao je svoj vlastiti razvoj. Radi toga, ponešto je različit, posebno u fonologiji, u odnosu na jezik Portugala i drugih luzofonskih zemalja, usporedivo s razlikama između američkog i britanskog engleskog jezika. Godine 2008., Zajednica država portugalskog govornog područja (CPLP), koja uključuje predstavnike svih zemalja s portugalskim kao službenim jezikom, postigla je sporazum o reformi portugalskog u jedan međunarodni jezik, umjesto sadašnja dva različita narječja istog jezika. Sve države CPLP-a moraju primijeniti potrebne promjene do 2014.
Lokalni indijanski jezici većinom se koriste u sjevernom dijelu zemlje, iako je i tamo portugalski vrlo zastupljen. Razni imigrantski jezici uglavnom se koriste u južnom dijelu Brazila, a njihovi su govornici najčešće dvojezično ruralno stanovništvo. Od ovih jezika su najvažniji Brazilsko-njemačka narječja, kao Riograndenser Hunsrückisch i Pomoranski jezik, i inačica talijanskog jezika, koja se temelji na venecijanskom jeziku. U São Paulu se u imigrantskim četvrtima (kao Liberdade) često može čuti i japanski jezik. Brazil je prva zemlja Južne Amerike koja je u srednje škole uvela mogućnost učenja Esperanta.

### Religija
Ustav iz 1988. garantira slobodu vjeroispovjesti, odvojenost crkve i države i službeno sekularnu državu. Zakon zabranjuje bilo kakve vjerske netrpeljivosti, međutim, Rimokatolička Crkva uživa povlašteni status i tretman.
Katolicizam je prevladavajuća vjera. Brazil ima najveće katoličko stanovništvo u svijetu. 
Prema popisu iz 2000. (nacionalno istraživanje po uzorku kućanstava nije istraživalo religiju), u Brazilu je 73,57% Rimokatolika, 5,41% Protestanata, 1,33% Spiritista, 1,22% ostalih Kršćana, 0,31% afro-brazilskih religija, 0,13% Budista, 0,05% Judaista, 0,02% Muslimana, 0,01% indijanskih religija, 0,59% ostalih religija, neizjašnjenih ili neodređenih, dok 7,35% nema religije.
Većina protestanata u Brazilu su pentekostalci.

## Politika
Brazilska federacija "nerazdvojna je unija" tri različita politička entiteta: država, gradova i saveznog distrikta. Unija države, saveznog distrikta i gradova, "sfere su vlasti". Federacija je postavljena na pet temeljnih načela: suverenitet, državljanstvo, dostojanstvo ljudskih bića, socijalne vrijednosti rada i slobode poduzetništva, i politički pluralizam. Klasična trodioba vlasti (izvršna, zakonodavna, i sudska prema sustavu provjera i ravnoteže), formalno je ustanovljena ustavom. Izvršna i zakonodavna organizirane su samostalno u sve tri sfere vlasti, dok je sudstvo organizirano samo u sferama ferderacije i država/saveznog distrikta.
Svi članovi izvršne i zakonodavne vlasti izravno su izabrani. Suci i drugi sudski službenici imenovani su nakon prolaska pristupnih ispita. Glasanje je obavezno za pismene osobe između 18 i 70 godina starosti i prepušteno slobodnom izboru za nepismene i osobe između 16 i 18 godina starosti ili starije od 70. Zajedno s nekoliko manjih stranaka, ističu se 4 glavne stranke: Radnička stranka (PT), Brazilska socijaldemokratska stranka (PSDB), Stranka Brazilskog demokratskog pokreta (PMDB) i Demokrati (DEM). Ostale su značajne parlamentarne stranke Napredna stranka (PP), Brazilska radnička stranka (PTB), Liberalna stranka (PL), Brazilska socijalistička stranka (PSB), Narodna socijalistička stranka (PPS), Demokratska radnička stranka (PDT) i Koministička partija Brazila (PCdoB). U kongresu je zastupljeno 15 političkih stranaka. Promjena stranke uobičajena je među političarima, te se radi toga broj mjesta u kongresu redovno mjenja. Skoro sve vladine i admnistrativne funkcije vrše tijela i agencije povezana s izvršnom vlasti.
Oblik vlasti je demokratska republika s predsjedničkim sustavom. Predsjednik je šef države i šef vlade federacije, te se bira na mandat od 4 godine, s mogućnošću reizbora za drugi uzastopni mandat. Predsjednik imenuje državne ministre. Zakonodavni domovi svakog političkog entiteta glavni su izvor zakonodavstva u Brazilu. Nacionalni kongres dvodomno savezno zakonodavno tijelo, sastoji se od zastupničkog doma i saveznog senata. Aktualni predsjednik je Luiz Inácio Lula da Silva, dužnost je preuzeo 1. siječnja 2023.

### Pravni sustav
Brazilsko je pravo temeljeno na rimsko-germanskim tradicijima te koncepti civilnog prava prevladavaju na praksom običajnog prava. Većina brazilskih zakona je kodificirana, iako ne-kodificirani statuti također predstavljaju značajan komplementarni dio. Sudske odluke donesene na osnovu interpretativnih smjernica rijetko se primjenjuju na druge specifične slučajeve. Doktrinarni radovi i radovi akademskih pravnika imaju snažan utjecaj u stvaranju prava i zakonskim slučajevima.
Pravni sustav temeljen je na saveznom ustavu, donesenom 5. listopada 1988., koji je temeljni zakon Brazila. Sve ostalo zakonodavstvo i sudske odluke moraju biti u skladu s pravilima ustava. Do travnja 2007., usvojena su 53 amandmana. Savezne države imaju svoje ustave koji nesmiju biti u suprotnosti sa saveznim ustavom. Gradovi i savezni distrikt imaju "formalne zakone" (leis orgânicas) koji djeluju na sličan način kao i ustavi. Zakonodavni entiteti glavni su izvor statuta, iako u određenim slučajevima pravosudna i izvršna tijela mogu donijeti pravne norme. Nadležnošću upravljaju pravosudni entiteti, iako u rijetkim situacijama savezni ustav omogućava saveznom senatu donošenje pravnih presuda. Postoje i specijalizirani vojni sudovi, sudovi rada i izborni sudovi. Najviši sud je Vrhovni savezni sud.
Sustav je posljednjih desetljeća bio kritiziran radi sporih donošenja konačnih presuda. Žalbeni postupci mogu potrajati i nekoliko godina, i u nekim slučajevima prije konačne presude protekne i više od desetljeća. Ipak, Vrhovni savezni sud bio je prvi sud koji je svoja zasjedanja prenosio na televiziji i objavio na YouTubeu. U novije vrijeme, od prosinca 2009., Vrhovni je sud objavio na Twitteru dnevni raspored ministara, informacije o dnevnim aktivnostima suda i najznačajnijim presudama.
Unatoč recentnim poboljšanjima, Brazil i dalje ima visoku stopu kriminala u raznim statistikama.
Prema novom izvještaju Ujedinjenih naroda, više od 500 000 ljudi ubijeno je u Brazilu vatrenim oružjem između 1979. i 2003. Godine 2010, u brazilskim zatvorima bilo je 473 600 ljudi.

### Međunarodni odnosi
Iako ga neki socijalni i ekonomski problemi sprječavaju u dostizanju statusa djelotvorne svjetske sile, Brazil je politički i ekonomski lider u Latinskoj Americi. Taj status, međutim, djelomično je osporavan od strane drugih zemalja, kao Argentina i Meksiko, koji se protive brazilskom cilju stalnog mjesta, kao predstavnika regije, u vijeću sigurnosti Ujedinjenih naroda. Između drugog svjetskog rata i 1990-ih, demokratske i vojne vlade nastojale su provođenjem nezavisne vanjske i industrijske politike proširiti utjecaj Brazil u svijetu. Trenutno, država ima cilj jačanja veza s drugim zemljama u Južnoj Americi i nastavak multilateralne diplomacije kroz Ujedinjene narode i Organizaciju američkih država.
Aktualna brazilska vanjska politika temeljena je na poziciji regionalne sile
u Latinskoj Americi, lidera među zemljama u razvoju, i velesile u nastajanju. Općenito, trenutna brazilska vanjska politika odražava multilateralizam, mirno rješavanje sukoba, i nemiješanje u poslove drugih zemalja. Brazilski ustav također određuje da zemlja mora težiti ekonomskoj, političkoj, socijalnoj i kulturnoj integraciji nacija Latinske Amerike.

### Oružane snage
Oružane snage Brazila sastoje se od vojske, ratne mornarice i ratnog zrakoplovstva. Oružane snage Brazila najveća su vojna snaga u Latinskoj Americi, druga najveća u obje Amerike, i jedna od deset najjačih vojski u svijetu. Vojna policija i vojne vatrogasne jedinice, ustavom su definirani kao rezervne i pomoćne vojne snage, ali pod kontrolom guvernera svake pojedine države.
Ratno zrakoplovstvo, zrakoplovni je ogranak brazilskih oružanih snaga. S oko 700 zrakoplova i oko 67 000 aktivnog osoblja u službi, najveće je ratno zrakoplovstvo u Latinskoj Americi. Ratna mornarica odgovorna je za mornaričke operacije i čuvanje brazilskih teritorijalnih voda. Najstariji je rod brazilskih oružanih snaga i raspolaže najvećom mornaričkom pješadijom u Latinskoj Americi, oko 15 000 ljudi, s Comandos Anfíbios (COMANF) kao glavnom jedinicom. Mornarica također raspolaže elitnom grupom specijaliziranom za preotimanje brodova i mornaričkih instalacija, Grupacijom borbenih ronilaca (GRUMEC), jedinicom posebno obučenom za zaštitu naftnih platformi duž brazilske obale. Jedina je ratna mornarica u Latinskoj Americi koja raspolaže s nosačem aviona, NAe São Paulo, i jedna od deset svjetskih mornarica s takvim brodom u službi.
Brazilska vojska odgovorna je za kopnene vojne operacije. Uz snagu od 290 000 vojnika, najveća je vojska Latinske Amerike. Također, raspolaže najvećim brojem oklopnih vozila u Južnoj Americi, uz oklopna vozila za transport vojnika i glavne borbene tenkove. Raspolaže i velikom elitnom jedinicom specijaliziranom za nekonvencionalne zadatke, Brigadom za specijalne operacije (Brigada de Operações Especiais - Bda Op Esp), jedinstvenom u Latinskoj Americi, snagom brze strateške akcije (Força de Ação Rápida Estratégica, FAR), formirane od vrhunskih elitnih jedinica, elitnim jedinicama specijaliziranim za borbu u karakterističnim biomima brazilskog teritorija kao Pantanal, caatinga, planine i džungla. Jedinice za borbu u džungli imaju međunarodni renome kao najbolje jedinice na svijetu za borbu u takvom okolišu. Brazilska je vojska s ukupno oko 1,6 milijuna vojnika i rezervista jedna od najvećih u svijetu.

## Administrativna podjela
Glavni članci: Države Brazila, Popis gradova u Brazilu
Vidi još: Regije Brazila
Brazil je federacija sastavljena od 26 država, jednog saveznog distrikta (koji sadrži glavni grad, Brasíliu) i gradova. Države imaju samostalnu administraciju, ubiru vlastite poreze i primaju udio poreza koji ubire savezna vlada. Unatoč tome, države nemaju veliku autonomiju u donošenju vlastitih zakona. Krivične i civilne zakone može donijeti samo dvodomni savezni kongres i jedinstveni su u cijeloj zemlji. Izvršnu vlast država provode guverneri birani na mandat od 4 godine. Sudsku vlast vrše državni sudovi prvog i drugog stupnja. Federalni distrikt ima iste karakteristike kao i savezne države i gradovi. Za razliku od država članica, ne može biti podijeljen na općine, ali može ubirati poreze kao savezna država i kao grad.
Gradovi, najmajnje federalne jedinice, raspolažu određenom autonomijom. Svaki grad ima svoj temeljni zakon koji definira vlastitu političku organizaciju, ali ograničen je saveznim ustavom. Diljem zemlje postoji oko 5565 gradova, neki sa stanovništvom većim od mnogih zemalja (Sao Paulo s oko 11 milijuna), drugi s manje od 1000 ljudi, neki s površinom većom od mnogih zemalja u svijetu (Altamira, Para, je skoro dva puta veći od Portugala), a drugi s manje od četiri kvadratne milje.
Brazilske su države grupirane u pet geografskih regija: Sjevernu, Sjeveroistočnu, Srednjezapadnu, Jugoistočnu i Južnu regiju. Ova podjela ima pravni karakter i u svom izvornom obliku predložio ju je 1969. Brazilski Institut za geografiju i statistiku (IBGE). Osim teritorijalne podjele, IBGE je uzeo u obzir samo prirodne značajke, kao što su klima, topografija, vegetacija i hidrografija, te su regije ponekad poznate kao "Prirodne regije Brazila". Premda određene zakonom, brazilske regije isključivo su zemljopisna podjela, nemaju političko ili administrativno značenje niti bilo kakav posebni oblik vlade. Korisne su uglavnom za statističke svrhe i određivanje primjene saveznih sredstava za razvojne projekte.

### Brazilski dio Antarktike
Brazil ima poluslužbene teritorijalne pretenzije prema dijelu područja Antarktike. Zahtjev je prva formalizirala geografkinja Therezinha de Castro kroz Teoriju suočavanja (Teoria da Defrontação) koja postavlja da države na južnoj hemisferi imaju pravo na dio teritorija antarktičkog kontinenta, u skladu s usporedvim meridijanima svojih primorja na istoku i zapadu i primorja Antarktike.
Godine 1986. Brazil je osnovao stanicu "Comandante Ferraz" koja služi kao baza za znastvena istraživanja. Objekti baze mogu primiti 46 ljudi.

### Isključivi gospodarski pojas
Brazilski isključivi gospodarski pojas, također zvan plava Amazona ili brazilske teritorijalne vode, područje je od približno 3,5 milijuna km² koje bi se u skladu s brazilskim zahtjevom pred Komisijom Ujedinjenih naroda za granice, moglo proširiti na 4,4 milijuna km².

## Ekonomija
Brazil je prema Međunarodnom monetarnom fondu i Svjetskoj banci najveća nacionalna ekonomija u Latinskoj Americi, osma najveća svjetska ekonomija po tržišnim tečajevima i sedma najveća u paritetu kupovne moći. Aktualni je BDP (PKM) po glavi stanovnika 10 200 $, prema podacima svjetske banke 64. najveći BDP na svijetu. Brazil raspolaže velikim i razvijenim poljoprivrednim, rudarskim, proizvodnim i uslužnim sektorima, kao i velikom radnom snagom. Izvoz je u velikom porastu i stvara novu generaciju poslovnih magnata. Glavni izvozni proizvodi uključuju avione, električnu opremu, automobile, etanol, tekstile, obuću, željeznu rudu, čelik, kavu, narančin sok, soje i usoljenu govedinu. Brazil pojačava svoju prisutnost na međunarodnim financijskim i robnim tržištima, i ubraja se u grupu četiri nove ekonomske sile nazvane BRIC. Brazil raspolaže velikim mineralnim bogatstvom. Znatna su nalazišta boksita, željeza, mangana, nikla, fosfata, platine, uranija, grafita, te zlata i dijamanata za industrijske potrebe (brazilski topaz- cijenjeni dragi kamen zlatnožute boje).
Brazil je svoju valutu, real, 1994. vezao za američki dolar. Ipak, nakon istočnoazijske financijske krize, ruske krize 1998., i niza negativnih financijskih događaja koji su uslijedili, Centralna brazilska banka privremeno je promijenila svoju monetarnu politiku u shemu
upravljanog plivajućeg tečaja za vrijeme valutne krize, do definitivne promjene tečajnog režima u slobodno plivajući siječnja 1999. Brazil je sredinom 2002. primio paket pomoći Međunarodnog monetarnog fonda od 30,4 milijardi $, tada rekordan iznos. Brazilska centralna banka dug je MMF-u vratila 2005., iako to nije bilo predviđeno do 2006. Jedno od pitanja kojim se Centralna banka nedavno bavila bio je višak spekulativnog kratkoročnog priljeva kapitala u zemlju, što je možda u tom razdoblju pridonjelo padu vrijednosti američkog dolara u odnosu na real. Ipak, direktne strane investicije u dugoročne, manje spekulativne investicije u proizvodnji, procjenjuju se na 193,8 milijardi USD za 2007. Kontrola inflacije trenutno je značajni dio uloge centralne banke u utvrđivanju kratkoročnih kamatnih stopa kao mjere monetarne politike.
Najpoznatije su brazilske kompanije: Brazil Foods, Perdigao, Sadia i JBS (prehrambena industrija), Embraer (zrakoplovna industrija) Havaianas i Calçados Azaléia (obuća), Petrobras (naftna industrija), Companhia Vale do Rio Doce (rudarstvo), Marcopolo i Busscar (karoserije), Gerdau (čeličane) i Organizações Globo (komunikacije i masovni mediji). Mnogi ekonomisti Brazil smatraju zemljom s ogromnim razvojnim potencijalom. Neki ekonomski analitičari, kao Peter Gutmann, tvrde da će 2050. Brazil postići životni standard zemalja Eurozone iz 2005. Prema podacima Goldman Sachsa, Brazil će 2050. dostići BDP od 11 366 000 milijuna USD i 
49 759 USD po stanovniku, kao četvrta najveća ekonomija na svijetu.
Brazil je najveći svjetski proizvođač Šećerna trska, soja, kava, naranča, guarana, açaí i brazilski orasi; jedan je od 5 najvećih proizvođača kukuruz, papaja, duhan, ananas, banane, pamuk, graha, kokosov orah, lubenica i limun; i jedan je od 10 najvećih svjetskih proizvođača kakao, indijski orah, avokado, kaki, mango, guava, riža, sirak i rajčica.
U proizvodnji životinjskih bjelančevina Brazil je danas jedna od najvećih zemalja na svijetu. U 2019. godini zemlja je bila najveći svjetski izvoznik pileće meso. Također je bio drugi najveći proizvođač govedina, treći najveći svjetski proizvođač mlijeko, četvrti najveći svjetski proizvođač svinjetina i sedmi najveći proizvođač jaje u svijetu.
U rudarskom sektoru Brazil se ističe u vađenju željezne rude (gdje je drugi svjetski izvoznik), bakar, zlato, boksit (jednog od 5 najvećih svjetskih proizvođača), mangan (jedan od 5 najvećih svjetskih proizvođača), kositar (jedan od najvećih svjetskih proizvođača), niobij (koncentrira 98% rezervi poznat u svijetu) i nikal. Što se tiče dragog kamenja, Brazil je najveći svjetski proizvođač ametist, topaz, ahat i jedan od glavnih proizvođača turmalini, smaragd, akvamarin i granat.
Sekundarni sektor temelji se na industriji. Brazil je industrijski lider u Latinskoj Americi. U prehrambenoj industriji, Brazil je 2019. godine bio drugi najveći izvoznik prerađene hrane na svijetu. U 2016. godini zemlja je bila 2. najveći svjetski proizvođač celuloza i 8. proizvođač papir. U industrija obuće, Brazil se 2019. godine rangirao na 4. mjesto među svjetskim proizvođačima, a zemlja je 2019. bila 8. proizvođač vozila i 9. proizvođač čelik U 2018. brazilska kemijska industrija bila je 8. na svijetu. U Tekstilna industrija Brazil je, iako je bio među 5 najvećih svjetskih proizvođača u 2013. godini, vrlo malo integriran u trgovinu svijet. U zrakoplovnoj industriji Brazil ima Embraer, trećeg najvećeg svjetskog proizvođača zrakoplova, iza samo Boeing i Airbus.

### Komponente
Raznovrsna brazilska ekonomija, obuhvaća poljoprivredu, industriju, i mnoge usluge. Nedavni ekonomski rast djelomično je uvjetovan globalnim rastom cijena roba s izvozom u rasponu od govedine do soje. Kao svjetska sila u poljoprivredi i prirodnim resursima, Brazil je doživio ogroman gospodarski rast u protekla tri desetljeća. Nedavna otkrića velikih nalazišta nafte, jamče povoljnu perspektivu daljneg razvoja brazilske ekonomije.
Poljoprivreda i srodni sektori kao šumarstvo i ribarstvo činili su 2007. 6,1% bruto domaćeg proizvoda, rezultat koji agroindustriju postavlja na istaknuto mjesto u brazilskoj trgovinskoj bilanci, unatoč trgovačkim barijerama i politici subvencija koje primjenjuju razvijene zemlje.
Prema izvještaju SZO-a objavljenom 2010., Brazil je treći najveći izvoznik poljoprivrednih proizvoda u svijetu, odmah iza Sjedinjenih Država i Europske unije.
Industrija, od automobilske, čeličana i petrokemijske do informatičke, zrakoplovne i trajnih proizvoda za široku potrošnju, čini 30,8% BDP-a. Industrija je koncentrirana u metropolitanskim regijama São Paula, Rio de Janeira, Curitibe, Campinasa, Porto Alegrea, Belo Horizontea, Manausa, Salvadora, Recifea i Fortaleze. Zemlja obuhvaća tri petine industrijske proizvodnje Južne Amerike i sudjeluje u raznim ekonomskim organizacijama, kao Mercosul, G-22 i Grupa Cairns.
Brazil redovno trguje s više od stotinu zemalja. Glavni su vanjskotrgovinski partneri: Europska unija (26%), Mercosur i Latinska Amerika (25%), Azija (17%) i SAD (15%). Jedan je od najdinamičnijih sektora ove razmjene je agroekonomija, koja Brazil održava među naproduktivnijim zemljama.

## Energija
Brazilska vlada poduzela je ambiciozan program smanjenja ovisnosti o uvezenoj nafti tijekom desetljeća. Uvoz je ranije predstavljao više od 70 % potreba zemlje za naftom, ali Brazil je postao naftom samodostatan od 2006. do 2007. Brazil je bio deseti najveći svjetski proizvođač nafte u 2019. godini s 2,8 milijuna barela dnevno. Proizvodnja uspijeva opskrbiti potražnju zemlje. Početkom 2020. godine, u proizvodnji nafte i prirodnog plina, zemlja je prvi put premašila 4 milijuna barela ekvivalenta nafte dnevno. U siječnju ove godine dnevno se vadilo 3.168 milijuna barela nafte i 138.753 milijuna kubnih metara prirodnog plina. U 2019. godini Rio de Janeiro bio je najveći proizvođač nafte i prirodnog plina u Brazilu, sa 71 % ukupne proizvodnje. São Paulo zauzima drugo mjesto, s udjelom od 11,5% u ukupnoj proizvodnji.
Brazil je jedan od vodećih svjetskih proizvođača hidroelektrične energije. U 2019. godini Brazil je imao 217 hidroelektrana u pogonu, s instaliranom snagom od 98.581 MW, 60,16% proizvodnje energije u zemlji. U ukupnoj proizvodnji električne energije Brazil je 2019. godine dosegao 170 000 megavata instalirane snage, više od 75% iz obnovljivih izvora (većina, hidroelektrana).
U 2013. godini jugoistočna regija iskoristila je oko 50% tereta Nacionalnog integriranog sustava (SIN), što je glavno energetsko područje u zemlji. Instalirani proizvodni kapacitet električne energije u regiji iznosio je gotovo 42.500 MW, što je predstavljalo oko trećinu proizvodnih kapaciteta Brazila. Hidroelektrična proizvodnja predstavljala je 58% instaliranog kapaciteta u regiji, a preostalih 42% u osnovi odgovara termoelektričnoj proizvodnji. São Paulo predstavljao je 40% ovog kapaciteta; Minas Gerais za oko 25%; Rio de Janeiro s 13,3%; a Espírito Santo predstavljao je ostatak. Južna regija posjeduje branu Itaipu, koja je nekoliko godina bila najveća hidroelektrana na svijetu, sve do inauguracije brane Tri klisure u Kini. I dalje je druga najveća hidroelektrana u pogonu na svijetu. Brazil je suvlasnik tvornice Itaipu s Paragvajem: brana se nalazi na rijeci Paraná, smještenoj na granici između država. Ima instalirani proizvodni kapacitet od 14 GW za 20 proizvodnih jedinica od po 700 MW. Sjeverna regija ima velike hidroelektrane, poput brane Belo Monte i brane Tucuruí, koje proizvode velik dio nacionalne energije. Brazilski hidroelektrični potencijal tek treba u potpunosti iskoristiti, tako da zemlja još uvijek ima kapacitet za izgradnju nekoliko elektrana na obnovljive izvore energije na svom teritoriju.
Bruto potencijal brazilskih vjetroelektrana procijenjen je 2019. na oko 500 GW (to je samo na kopnu), dovoljno energije da zadovolji tri puta veću trenutnu potražnju zemlje. Od rujna 2020., prema ONS-u, ukupna instalirana snaga iznosila je 16,3 GW, s prosječnim faktorom snage od 58%. Iako je svjetski prosječni faktor kapaciteta proizvodnje energije vjetra 24,7%, postoje područja na sjeveru Brazila, posebno u državi Bahia, gdje neke vjetroelektrane registriraju prosječni faktor kapaciteta veći od 60%; prosječni faktor kapaciteta u sjeveroistočnoj regiji je 45% na obali i 49% u unutrašnjosti. U 2019. godini energija vjetra predstavljala je 9% energije proizvedene u zemlji.
Nuklearna energija predstavlja približno 4% električne energije u Brazilu.119 Monopol za proizvodnju nuklearne energije u vlasništvu je tvrtke Eletronuclear (Eletrobrás Termonuclear S / A), podružnice tvrtke Eletrobrás u potpunom vlasništvu. Nuklearnu energiju proizvode dva reaktora u Angri. Smještena je u nuklearnoj elektrani Almirante Álvaro Alberto (CNAAA) u Praia de Itaorna u mjestu Angra dos Reis u Rio de Janeiru. Sastoji se od dva reaktora vode pod pritiskom, Angra I, snage 657 MW, priključena na električnu mrežu 1982. godine, i Angra II, snage 1350 MW, priključena 2000. godine. Treći reaktor, Angra III, s Predviđena proizvodnja od 1.350 MW, trebala bi biti završena 2014. godine, a radovi su zaustavljeni zbog zabrinutosti za okoliš, ali odobrenja se odobravaju, a teški građevinski radovi započet će 2009. godine. Brazil će 2025. godine planirati izgradnju još sedam reaktora.
Od rujna 2020., prema ONS-u, ukupni instalirani kapacitet fotonaponske solarne energije iznosio je 6,9 GW, s prosječnim faktorom kapaciteta 23%. Neke od najzračenijih brazilskih država su MG ("Minas Gerais"), BA ("Bahia") i GO (Goiás), koje zapravo imaju svjetske rekorde u razini ozračenosti. U 2019. godini sunčana energija predstavljala je 1,27% energije proizvedene u zemlji.

### Turizam
| Porto de Galinhas je jedan od omiljenih domaćih i stranih na obali Pernambuco turističkih destinacija. |  | Porto de Galinhas je jedan od omiljenih domaćih i stranih na obali Pernambuco turističkih destinacija. |
| Porto de Galinhas je jedan od omiljenih domaćih i stranih na obali Pernambuco turističkih destinacija. |  | Bonito, Mato Grosso do Sul, jedan od glavnih centara ekoturizma u zemlji.                              |

Turizam je značajan ekonomski sektor u više regija. S pet milijuna stranih posjetitelja 2008., Brazil je glavna destinacija na južnoameričkom turističkom tržištu i zauzima drugo mjesto po broju stranih turista u Latinskoj Americi.
Potrošnja stranih turista u Brazilu dosegla je 5,8 milijardi američkih dolara 2008, 16,8% više nego 2007. Zemlja obuhvaća 3,4% međunarodnih turističkih putovanja na američkom kontinentu (2008.). Godine 2005., izvozom dobara i usluga turizam je ostvario 3,2% nacionalnog dohotka, te je zaslužan za 7% izravnih i neizravnih radnih mjesta u brazilskom gospodarstvu. Procjenjuje se da je 2006. u sektoru bilo zaposleno 1,87 milijuna ljudi, sa 768 000 formalnih radnih mjesta (41%) i 1,1 milijuna neformalnih zanimanja (59%). Domaći turizam predstavlja temeljni dio sektora, s 51 milijun putovanja u 2005.

## Infrastruktura

### Obrazovanje
Savezni ustav i zakon o direktivama i osnovama nacionalnog obrazovanja (LDB) određuju da savezna vlada, države, savezni distrikt i gradovi moraju organizirati i upravljati svojim sustavima obrazovanja. Svaki od tih javnih obrazovnih sustava odgovoran je za vlastito održavanje i financiranje. Novi ustav namjenjuje obrazovanju 25% državnog budžeta i 18% saveznih i komunalnih poreza.
Obrazovanje je podijeljeno na tri razine, s nekoliko stupnjeva u svakom odjelu. Temeljno obrazovanje (prva razina obrazovanja, uključujući i temeljno obrazovanje I i II) je besplatno za sve i obavezno za djecu u dobi od 6-14. Srednje obrazovanje (druga razina obrazovanja) je također besplatno, ali nije obavezno. Visoko obrazovanje (uključujući i diplomske stupnjeve) je besplatno na državnim sveučilištima. U Brazilu djeluje oko 750 instituta visokog obrazovanja. Najprestižniji su Sveučilište u Sao Paulu, Sveučilište u Campinasu i Federalno sveučilište u Rio de Janeiru.

### Znanost i tehnologija
Tehnološka istraživanja u Brazilu uglavnom se provode u javnim sveučilištima i istraživačkim institutima, s više od 73% izdvajanja za temeljna istraživanja iz vladinih izvora. Fondacija Oswaldo Cruz, Institut Butantan, Zrakoplovno-svemirski tehnički centar, Brazilska poljoprivredna istraživačka korporacija i Nacionalni istitut svemirskih istraživanja, neka su od naijstaknutijih brazilskih 
tehnoloških središta.
Brazilska svemirska agencija, raspolaže najnaprednijim svemirskim programom u Latinskoj Americi, s vlastitim lansirnim raketama, kozmodromom i izradom satelita, Uranij obogaćen u tvornici nuklearnog goriva Resende, zadovoljava energetske potrebe zemlje i tekuće planove izrade prve brazilske nuklearne podmornice. Brazil je jedna od tri latinskoameričke zemlje s operativnim sinhrotronskim laboratorijem, istraživačkim postrojenjem za fiziku, kemiju, znanost materijala i istraživanja živih organizama.

### Promet
Brazil raspolaže velikom i raznovrsnom prometnom mrežom. Ceste, glavni nosač teretnog i putničkog prometa, 2002. godine obuhvaćale su ukupno 1,98 milijuna km. Asfaltiranih cesta 1967. je bilo 35 496 km, što je do 2018. povećano na 215 000 km. Zemlja ima oko 14 000 km autocesta, 5000 km samo u državi São Paulo. Trenutno je moguće putovati od Rio Grandea, na krajnjem jugu zemlje, do Brasilije (2.580 km) ili Casimira de Abreua, u državi Rio de Janeiro (2.045 km), samo podijeljenim autocestama.
Brazil ima oko 4000 aerodroma, (od toga 34 međunarodna i 2464 regionalna) drugi najveći broj u svijetu nakon Sjedinjenih Država, s 721 asfaltiranom ili betonskom pistom. Međunarodna zračna luka Guarulhos kraj São Paula, najveći je i najprometniji aerodrom, s velikom većinom domaćeg komercijalnog prometa i linijama za sve veće gradove širom svijeta.
Zemlja raspolaže velikom željezničkom mrežom od 28 857 km, desetom najvećom u svijetu. Aktualna brazilska vlada, za razliku od prošlosti, nastoji razviti ovaj oblik prijevoza, te je u projektu željeznica velikih brzina Rio-São Paulo. Većina željezničkog sustava pripada Federalnoj željezničkoj korporaciji u većinskom državnom vlasništvu. Postoji i sedam linija koje je vlada privatizirala 1997. Metro u Sao Paulu bio je prvi podzemni tranzitni sustav u Brazilu. Metro sustave također imaju i Rio de Janeiro, Porto Alegre, Recife, Belo Horizonte, Brasília, Teresina, Fortaleza, i Salvador.
Obalna plovidba povezuje udaljene i izolirane dijelove zemlje. Bolivija i Paragvaj imaju slobodne luke u Santosu. Od 36 velikih morskih luka, najznačajnije su Santos, Itajaí, Rio Grande, Paranaguá, Rio de Janeiro, Sepetiba, Vitória, Suape, Manaus i São Francisco do Sul.

### Energetika
Brazil je deseta zemlja u svijetu po potrošnji energije, i treća najveća na zapadnoj hemisferi nakon Sjedinjenih Država i Kanade. Većina energije dolazi iz obnovljivih izvora, posebno hidroelektrana i etanola, dok su neobnovljivi izvori energije uglavnom nafta i prirodni plin.
Brazil raspolaže drugim po veličini naftnim rezervama u Južnoj Americi i jedna je od zemalja koje su posljednjih godina najviše povećale proizvodnju. Brazil je jedna od vodećih zemalja svijeta po proizvodnji [[Hidroelektrane|hidroelektrične energije. Od 90 000 megavata ukupnog kapaciteta proizvodnje električne energije, hidroenergija obuhvaća 66 000 megavata (74%). Hidroelektrana Itaipu na rijeci Parani, izgrađena zajedno s Paragvajem, druga je najveća hidroelektrana na svijetu po instaliranom kapacitetu (14 000 MW) i prva po proizvodnji energije. Nuklearna energija donosi oko 3% ukupne proizvodnje energije. Reaktor Angra I, kapaciteta 657 MW, u funkciji je od 1982., Angra II, kapaceteta 1350 MW od 2000., a planira se i Angra III, kapaciteta 1350 MW.
Ministarstvo rudnika i energije, Nacionalni savjet za energetsku politiku, Nacionalna agencija za 
naftu, prirodni plin i biogoriva i Nacionalna agencija za električnu energiju, vladine su agencije odgovorne za energetsku politiku.

### Komunikacije
Osnivanje državne tvrke Impressão Régia, danas Imprensa Nacional, 13. svibnja 1808., označilo je službeni početak masovnih medija u Brazilu. Gazeta do Rio de Janeiro, prvi nacionalni dnevni list, počeo je izlaziti 10. rujna 1808. Danas su najznačajnijii dnevni listovi Folha de S. Paulo, O Globo i O Estado de S. Paulo i magazini izdavačkih kuća Abril i Globo.
Radio se prvi puta pojavljuje 7. rujna 1922. kada je emitiran govor predsjednika Pessoe, ali doba komercijalnog radija započinje 1930-ih. Pojava radio-sapunica 1940-ih označila je "zlatno doba" brazilskog radija, s utjecajem na društvo sličnim današnjem utjecaju televizije. U Brazilu emitira oko 2600 FM radio stanica, dok 87,8% kućanstava posjeduje ukupno 71 milijun radio prijemnika.
18. rujna 1950. osnovana je Rede Tupi, prva televizijska stanica u zemlji. Razvoj televizije doveo je do stvaranja velikih televizijskih mreža, kao Record, SBT, Bandeirantes i posebno Rede Globo, najveće komercijalne televizijske kompanije u Latinskoj Americi i treće najveće na svijetu, koja je kroz svoju povijest vršila i znatan politički utjecaj. Danas, televizija je značajan faktor u brazilskom društvu i suvremenoj popularnoj kulturi, s 269 televizijskih kanala (2003.) i televizijskim prijemnicima u 90,3% kućanstava.
Broj telefonskih aparata u fiksnoj mreži je 39 milijuna (2005.) dok je mobilnih telefona 200 milijuna (2010.). Vodeći pružatelji usluga mobilne telefonije su Vivo (100% u vlasništvu Telefónice), Claro (100% u vlasništvu América Móvil) i TIM (100% vlasništvo Telecom Italia).
Prema procjeni iz 2010., oko 76 milijuna ljudi ima pristup internetu
dok je prema podacima iz 2008. broj kompjutora oko 60 milijuna.

## Kultura
Jezgra kulture Brazila radi snažnih kolonijalnih veza s portugalskim imperijem porijeklo vuče iz portugalske kulture. Između ostaloga, Portugalci su uveli katolicizam i kolonijalne arhitektonske stilove. Također, kultura je i pod jakim utjecajem afričkih, indijanskih i drugih europskih neportugalskih kultura i tradicija, posebno talijanskih i njemačkih. Indijanske kulture utjecale su na jezik i kulinarstvo, dok su afrikanci utjecali na jezik, kulinarstvo, glazbu, plesove i religiju.
Brazilska umjetnost od 16. se stoljeća razvila u razne stilove, od Baroka (dominantni stil u Brazilu do početka 19. stoljeća) do romantizma, modernizma, ekspresionizma, kubizma, nadrealizma i apstraktne umjetnosti. Počeci brazilske kinematografije datiraju u doba rađanja medija krajem 19. stoljeća, te je u posljednjih nekoliko godina stekla novu razinu međunarodnog priznanja.

### Glazba
Brazilska glazba obuhvaća različite regionalne stilove pod utjecajem afričkih, europskih i indijanskih izraza. Razvila se u originalne stilove, uključujući sambu, brazilsku pop glazbu, choro, sertanejo, brega, forró, frevo, maracatu, brazilski rock i axé. Bossa nova je vrsta popularne glazbe nastale u Brazilu krajem 1950-ih koja je kasnije zahvaljujući američkim (uglavnom Jazz) glazbenicima dostigla međunarodnu popularnost. Odlikuje se laganim ritmom, impresionističkim harmonijama i finim melodijama. Osnovali su je brazilski kompozitor Antonio Carlos Jobim i pjevač-gitarist João Gilberto.

### Književnost
Počeci brazilske književnosti sežu u 16. stoljeće, sa zapisima prvih portugalskih istraživača, kao što su Pêro Vaz de Caminha, ispunjeni opisima faune, flore i domorodaca koji su zadivili europljane pristigle u Brazil. Istaknuta su djela romanopisaca Romantizma Joaquima Manuela de Maceda i Joséa de Alencara. Tijekom svoje duge karijere, Alencar je indijansko stanovništvo prikazivao kao junake u romanima O Guarany, Iracema i Ubirajara.

### Folklor
Brazilski karneval je godišnji festival koji se održava 46 dana prije Uskrsa. Obim manifestacija i kostimi variraju između različitih brazilskih regija. U jugoistočnim gradovima Rio de Janeiru i São Paulu, škole sambe prevode goleme spektakularne organizirane povorke. U sjeveroistočnim gradovima Salvadoru, Porto Seguru i Recifeu organizirane grupe prolaze ulicama u slobodnoj interakciji s publikom. Premda izvorno temeljen na europskoj tradiciji paganskih saturnalija prilagođenih kršćanstvu, karneval je pod velikim utjecajem afričke kulture. Također na sjeveroistoku, kaneval u Olindi ističe jedinstvene karaktreristike, djelomično nadahnute venecijanskim karnevalom pomiješanim s lokalnim folklorom. Karneval je najpoznatiji blagdan u Brazilu te je postao događaj golemih proporcija. Zemlja se tijekom intenzivnih, danonoćnih proslava potpuno zaustavlja na tjedan dana, uglavnom u obalnim gradovima. 70% turista Brazil posjeti za vrijeme karnevala.

### Kulinarstvo
Brazilska se kuhinja znatno razlikuje po regijama, odražavajući mješavinu useljeničkog i autohtonog stanovništva, te je nacionalna kuhinja stvorena u znaku očuvanja regionalnih razlika. Primjeri su Feijoada, koja se smatra nacionalnim jelom, i regionalna jela kao vatapá, moqueca, polenta i acarajé.
Brigadeiro, (čokoladne kugle), cocada (kokosov slatkiš) i beijinho (kokosne kugle s marmeladom od guave poznate kao goiabada), neki su od brazilskih slatkiša. Od kikirikija se izrađuju paçoca, rapadura i pé-de-moleque. Lokalno voće kao acai, cupuacu, mango, papaja, kakaovac, kažuja, guava, naranča, marakuja, ananas comosus i  spondias prerađuju se u voćne sokove i koriste za izradu čokolada i sladoleda. Popularna su jela pastel (tjestenina), coxinha (pileći kroket), pão de queijo (kolač od sira i brašno od manioke / tapioca), pamonha (kukuruz i mliječno tijesto), esfirra (libanonsko tijesto), kibbeh (arapsko jelo), empanada (tjestenina) i empada, male slane pite ispunjene škampima.
Svakodnevna jela sastoje se većinom od riže i graha s govedinom i salatom, često pomiješano s brašnom manioke (farofa). Pomfrit, pržene manioke, pržene banane, prženo meso i prženi sir vrlo se često jedu za ručak i poslužuju u većini restorana. Nacionalno je piće kava, dok je cachaça izvorni brazilski liker koji se destilira od šećerne trske, glavni sastojak nacionalnog koktela caipirinhe.

### Sport
Nogomet je najpopularniji sport u Brazilu. Brazilska nogometna reprezentacija je prema službenom rangiranju FIFA-e među najboljima u svijetu, i s 5 osvojenih naslova svjetskih prvaka najtrofejnija. Košarka, odbojka, automobilizam, i borilačke vještine također privlače veliku publiku. Brazilska odbojkaška reprezentacija trenutno drži naslove prvaka Svjetske lige, Svjetskog Grand Champions kupa, svjetskog prvenstva i Svjetskog kupa. Drugi sportovi sa sve brojnijim poklonicima su tenis, rukomet, plivanje i gimnastika.
Varijacije nekih sportova porijeklom su iz Brazila: beach football, futsal (dvoranski nogomet) i 
footvolley pojavili su se kao varijacije nogometa. U borilačkim vještinama, brazilci su razvili capoeiru, vale tudo, i brazilski džiju-džicu. Brazil je jedna od najuspješnijih nacija u automobilizmu, te su brazilski vozači do sada osvojili 8 naslova svjetskih prvaka u Formuli 1, 6 pobjeda na 500 milja Indianapolisa te naslove i pobjede u brojnim drugim kategorijama i prvenstvima.
Brazil je bio domaćim mnogim istaknutim međunarodnim sportskim događajima, uključujući Svjetsko prvenstvo u nogometu 1950. koje će se u Brazilu održati i 2014. Automobilistička staza u São Paulu, Autódromo José Carlos Pace, domaćin je godišnje Velike nagrade Brazila. São Paulo je organizirao IV. Pan Američke igre 1963., a Rio de Janeiro XV. Pan Američke igre 2007. Godine 2009., Rio de Janeiro je odabran kao domaćin Olimpijskih igara 2016., prvih koje će se održati u Južnoj Americi.

## Vanjske poveznice
Vodič: Brazil na Wikivoyageu
- Službena stranica brasil.gov.br  (port.) (engl.) (šp.)
- Savezni senat senado.gov.br  (port.) (engl.) (šp.)
- Zastupnički dom camara.gov.br  (port.) (engl.) (šp.)
- Predsjedništvo Savezne Republike Brazila presidencia.gov.br  (port.)
- Savezni vrhovni sud stf.gov.br   Arhivirana inačica izvorne stranice od 30. srpnja 2005. (Wayback Machine) (port.) (engl.) (šp.)
- Instituto Brasileiro de Geografia e Estatística  (port.) (engl.) (šp.)
- Brazil   Arhivirana inačica izvorne stranice od 18. veljače 2011. (Wayback Machine) - Open Directory Project